# Ceranthia pallida
Ceranthia pallida är en tvåvingeart som beskrevs av Herting 1959. Ceranthia pallida ingår i släktet Ceranthia, och familjen parasitflugor. Arten har ej påträffats i Sverige.